# تین (هوراند)
تین یکی از روستاهای استان آذربایجان شرقی است که در دهستان چهاردانگه بخش مرکزی شهرستان هوراند واقع شده‌است.این روستا ۴۷ نفر جمعیت دارد.
درگذشتگان نه چندان دور فردی به اسم حاج امیر عاشق دختری بود دختر نیز عاشق حاج امیر بود دخترک گفت همراه با دوستم به آن روستا برای مسافرت میروم ولی حاج امیر طاقت دوری دخترک را نداشت ولی از این طرف هم از دلش نمیومد رو حرف دختر یکی یدونش حرفی بزنه بالاخره دخترک رفت و بعد از دو روز حاج امیر از روی دلتنگی سکته کرد.